# Michael Knabe
Michael Knabe (* 1956) ist ein deutscher Admiralarzt a. D. der Deutschen Marine.

## Leben
Michael Knabe schloss 1986 eine Dissertation zum Thema Immunologische Untersuchungen über das Alpha-1-saure Glykoprotein (Orosomukoid) im Seminalplasma des Mannes an der Universität Köln ab.
Vom 1. Juli 2005 bis 31. Dezember 2007 war er als Flottenarzt Kommandeur des Kommandos Schnelle Einsatzkräfte Sanitätsdienst. Anfang 2008 wurde er letzter Kommandeur des Sanitätskommandos II in Diez. Das Kommando gab er, zum Admiralarzt befördert, Ende 2012 mit der Auflösung des Sanitätskommandos II ab und trat in den Ruhestand.